# Số hoàn thiện
Số hoàn hảo (hay còn gọi là số hoàn chỉnh, số hoàn thiện hoặc số hoàn thành) là một số nguyên dương mà tổng các ước nguyên dương thực sự của nó (các số nguyên dương bị nó chia hết ngoại trừ nó) bằng chính nó.

## Định nghĩa số hoàn hảo
Số hoàn hảo là các số nguyên dương n sao cho:
{\displaystyle n=s(n)}
trong đó, s(n) là hàm tổng các ước thực sự của n. Ví dụ:
{\displaystyle 6=s(6)=1+2+3}
{\displaystyle 28=s(28)=1+2+4+7+14}
{\displaystyle 496=s(496)=1+2+4+8+16+31+62+124+248}
{\displaystyle 8128=s(8128)=1+2+4+8+16+32+64+127+254+508+1016+2032+4064}
Hoặc:
{\displaystyle \sigma (n)=2n}
trong đó, {\displaystyle \sigma (n)} là hàm tổng các ước của n, bao gồm cả n.

## Các số hoàn hảo chẵn
Euclid đã khám phá ra 4 số hoàn hảo nhỏ nhất dưới dạng: 2p−1(2p − 1):
{\displaystyle p=2\Rightarrow 2^{2-1}(2^{2}-1)=2\times 3=6}
{\displaystyle p=3\Rightarrow 2^{3-1}(2^{3}-1)=4\times 7=28}
{\displaystyle p=5\Rightarrow 2^{5-1}(2^{5}-1)=16\times 31=496}
{\displaystyle p=7\Rightarrow 2^{7-1}(2^{7}-1)=64\times 127=8128}
Chú ý rằng: 2p − 1 đều là số nguyên tố trong mỗi ví dụ trên, Euclid chứng minh rằng công thức: 2p−1(2p − 1) sẽ cho ta một số hoàn hảo chẵn khi và chỉ khi 2p − 1 là số nguyên tố (số nguyên tố Mersenne).
Các nhà toán học cổ đại chấp nhận đây là 4 số hoàn hảo nhỏ nhất mà họ biết, nhưng đa số những giả định trên đây đã không được chứng minh là đúng. Một trong số đó là nếu 2, 3, 5, 7 là bốn số nguyên tố đầu tiên thì nhất định sẽ có số hoàn thiện thứ năm khi p = 11, số nguyên tố thứ năm. Nhưng 211 − 1 = 2047 = 23 × 89 lại là hợp số, và thế là p = 11 không thu được số hoàn hảo. 2 sai lầm khác của họ là:
Số hoàn hảo thứ năm phải có năm chữ số theo hệ cơ số 10 vì bốn số hoàn hảo đầu tiên có lần lượt 1, 2, 3, 4 chữ số
Chữ số hàng đơn vị của số hoàn hảo phải là 6, 8, 6, 8 và cứ thế lặp lại.
Số hoàn hảo thứ năm là {\displaystyle 33.550.336=2^{12}(2^{13}-1)} bao gồm 8 chữ số, vậy nhận định 1 đã sai, về nhận định thứ 2 thì số này tận cùng là 6. Tuy nhiên đến số hoàn hảo thứ sáu là {\displaystyle 8.589.869.056=2^{16}(2^{17}-1)} thì cũng tận cùng là 6. Nói cách khác bất cứ số hoàn hảo chẵn nào cũng phải có chữ số tận cùng là 6 hoặc 8.
Để {\displaystyle 2^{p}-1} là số nguyên tố thì điều kiện cần nhưng chưa đủ là p là số nguyên tố. Số nguyên tố có dạng 2p − 1 được gọi là Số nguyên tố Mersenne sau khi được 1 nhà tu vào thế kỷ 17 là Marin Mersenne, người học lý thuyết số và số hoàn hảo tìm ra.
Hơn 1000 năm sau Euclid, Ibn al-Haytham Alhazen circa nhận ra rằng mọi số hoàn hảo chẵn đều phải có dạng 2p−1(2p − 1) khi 2p − 1 là số nguyên tố, nhưng ông ta không thể chứng minh được kết quả này. Mãi tới thế kỷ 18 là Leonhard Euler đã chứng minh công thức 2p−1(2p − 1) là sẽ tìm ra các số hoàn hảo chẵn. Đó là lý do dẫn tới sự liên hệ giữa số hoàn hảo và số nguyên tố Mersenne. Kết quả này thường được gọi là thuyết Euclid-Euler. Cho tới tháng 9 năm 2008, mới chỉ có 46 số Mersenne được tìm ra, có nghĩa đây là số hoàn hảo thứ 46 được biết, số lớn nhất là 243.112.608 × (243.112.609 − 1) với 25.956.377 chữ số.
39 số hoàn hảo chẵn đầu tiên có dạng 2p−1(2p − 1) khi
p = 2, 3, 5, 7, 13, 17, 19, 31, 61, 89, 107, 127, 521, 607, 1279, 2203, 2281, 3217, 4253, 4423, 9689, 9941, 11213, 19937, 21701, 23209, 44497, 86243, 110503, 132049, 216091, 756839, 859433, 1257787, 1398269, 2976221, 3021377, 6972593, 13466917 (dãy số A000043 trong bảng OEIS)
7 số khác được biết là khi p = 20996011, 24036583, 25964951, 30402457, 32582657, 37156667, 43112609. Chưa ai biết là có để sót số nào giữa chúng hay không
Cũng chưa ai biết chắc chắn là có vô hạn số nguyên tố Mersenne và số hoàn hảo hay không. Việc tìm ra các số nguyên tố Mersenne mới được thực hiện bởi các siêu máy tính
Các số hoàn hảo đều là số tam giác thứ 2p − 1 (là tổng của tất cả các số tự nhiên từ 1 đến 2p − 1):
p = 2: {\displaystyle 6=1+2+3\,}
p = 3: {\displaystyle 28=1+2+3+4+5+6+7}
p = 5: {\displaystyle 496=1+2+3+...+29+30+31}
p = 7: {\displaystyle 8128=1+2+3+...+125+126+127}
Các số hoàn hảo đều là tổ hợp chập 2 của 2p:
p = 2: {\displaystyle 6=C_{4}^{2}}
p = 3: {\displaystyle 28=C_{8}^{2}}
p = 5: {\displaystyle 496=C_{32}^{2}}
p = 7: {\displaystyle 8128=C_{128}^{2}}
Các số hoàn hảo đều có tổng các nghịch đảo của các ước (kể cả chính nó) đúng bằng 2:
6: {\displaystyle 1+{\frac {1}{2}}+{\frac {1}{3}}+{\frac {1}{6}}=2}
28: {\displaystyle 1+{\frac {1}{2}}+{\frac {1}{4}}+{\frac {1}{7}}+{\frac {1}{14}}+{\frac {1}{28}}=2}
496: {\displaystyle 1+{\frac {1}{2}}+{\frac {1}{4}}+{\frac {1}{8}}+{\frac {1}{16}}+{\frac {1}{31}}+{\frac {1}{62}}+{\frac {1}{124}}+{\frac {1}{248}}+{\frac {1}{496}}=2}
8128: {\displaystyle 1+{\frac {1}{2}}+{\frac {1}{4}}+{\frac {1}{8}}+{\frac {1}{16}}+{\frac {1}{32}}+{\frac {1}{64}}+{\frac {1}{127}}+{\frac {1}{254}}+{\frac {1}{508}}+{\frac {1}{1016}}+{\frac {1}{2032}}+{\frac {1}{4064}}+{\frac {1}{8128}}=2}
Số 6 là số tự nhiên duy nhất có tổng các ước bằng tích các ước (không kể chính nó):
{\displaystyle 6=1+2+3=1\times 2\times 3}
Trừ số 6, mọi số hoàn hảo đều là tổng của 2(p−1)/2 số lập phương lẻ liên tiếp từ 13 đến (2(p+1)/2 − 1)3:
p = 3: {\displaystyle 28=1^{3}+3^{3}\,}
p = 5: {\displaystyle 496=1^{3}+3^{3}+5^{3}+7^{3}\,}
p = 7: {\displaystyle 8128=1^{3}+3^{3}+5^{3}+7^{3}+9^{3}+11^{3}+13^{3}+15^{3}\,}
Trừ số 6, mọi số hoàn hảo khi chia 9 thì đều thu được thương là số tam giác thứ (2p − 2)/3 và số dư là 1:
p = 3: {\displaystyle 28=9\times (1+2)+1}
p = 5: {\displaystyle 496=9\times (1+2+3+...+8+9+10)+1}
p = 7: {\displaystyle 8128=9\times (1+2+3+...+40+41+42)+1}

## Số hoàn hảo lẻ
Hiện tại người ta vẫn chưa biết được liệu số hoàn hảo lẻ nào không mặc dù đã có nhiều kết quả nghiên cứu. Trong 1946, Jacques Lefèvre phát biểu rằng luật của Euclid cho mọi số hoàn hảo, nghĩa là cho rằng không có số hoàn hảo lẻ nào tồn tại cả. Euler thì nói rằng: "Liệu ... có số hoàn hảo lẻ nào là câu hỏi rất khó có thể giải đáp". Gần đây hơn, Carl Pomerance đã đưa ra tranh luận bằng heuristic rằng quả thật không số hoàn hảo lẻ nào nên tồn tại  Tất cả các số hoàn hảo đều là số điều hòa của Ore và hiện tại người ta vẫn đang giả thuyết không có số điều hòa lẻ nào ngoại trừ số 1.
Bất cứ số hoàn hảo lẻ N phải thỏa mãn các điều kiện sau:
- N > 101500.[6]
- N không chia hết bởi 105.[7]
- N dưới dạng N ≡ 1 (mod 12) hoặc N ≡ 117 (mod 468) hoặc N ≡ 81 (mod 324).[8]
- N dưới dạng

{\displaystyle N=q^{\alpha }p_{1}^{2e_{1}}\cdots p_{k}^{2e_{k}},}
trong đó:
- q, p1, ..., pk là các số nguyên tố lẻ phân biệt (Euler).
- q ≡ α ≡ 1 (mod 4) (Euler).
- Ước nguyên tố lẻ nhỏ nhất của N nằm dưới {\displaystyle {\frac {k-1}{2}}.}
- qα > 1062, hoặc pj2ej  > 1062 với một vài giá trị j.
- {\displaystyle N<2^{(4^{k+1}-2^{k+1})}}
- {\displaystyle \alpha +2e_{1}+2e_{2}+2e_{3}+\cdots +2e_{k}\geq {\frac {66k-191}{25}}}.
- {\displaystyle qp_{1}p_{2}p_{3}\cdots p_{k}<2N^{\frac {17}{26}}}.

- Ước nguyên tố lớn nhất của N lớn hơn 108[14] và nhỏ hơn {\displaystyle (3N)^{1/3}.} [15]
- Ước nguyên tố lớn thứ hai của N lớn hơn 104,[16] và nhỏ hơn {\displaystyle (2N)^{1/5}}.[17]
- Ước nguyên tố thứ ba lớn hơn 100,[18] và nhỏ hơn {\displaystyle (2N)^{\frac {1}{6}}.}[19]
- N có ít nhất 101 ước nguyên tố và ít nhất 10 ước nguyên tố phân biệt.[6][20] Nếu 3 không phải là ước của N, thì N có ít nhất 12 ước nguyên tố phân biệt.[21]